# 维尔德旺贝尔兰
维尔德旺贝尔兰（法語：Ville-devant-Belrain，法語發音：[vil dəvɑ̃ bɛlʁɛ̃]，意为“贝尔兰前方的维尔”）是法国默兹省的一个市镇，属于科梅尔西区。

## 地理
维尔德旺贝尔兰（48°52'13"N, 5°20'18"E）面积6.12 平方千米，位于法国大東部大區默兹省，该省份为法国西北部内陆省份，北与比利时接壤，西接马恩省和阿登省，南至上马恩省和孚日省，东临默尔特-摩泽尔省。
与维尔德旺贝尔兰接壤的市镇（或旧市镇、城区）包括：贝尔兰、艾尔河畔尼塞、吕德旺圣米耶勒、艾尔河畔维洛特。
维尔德旺贝尔兰的时区为UTC+01:00、UTC+02:00（夏令时）。

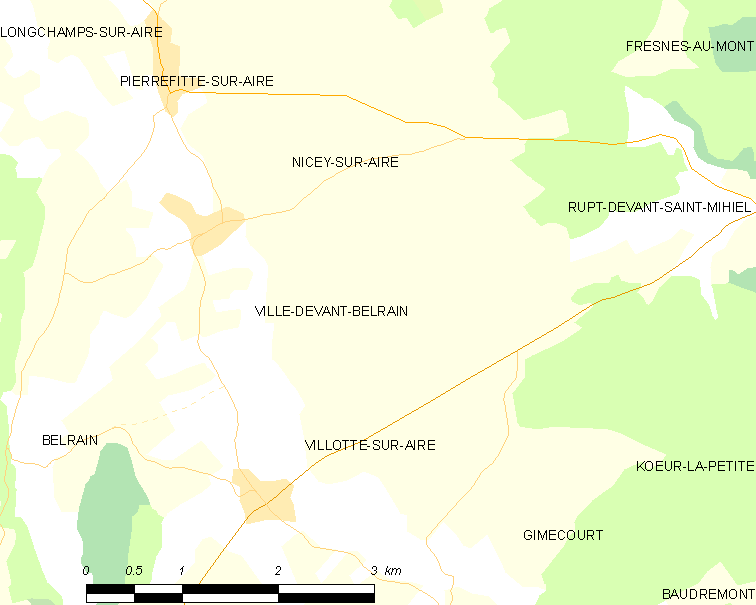
维尔德旺贝尔兰的OSM定位图

## 行政
维尔德旺贝尔兰的邮政编码为55260，INSEE市镇编码为55555。

## 政治
维尔德旺贝尔兰所属的省级选区为默兹河畔迪约县。

## 人口

1962-2008年间维尔德旺贝尔兰人口变化图示

维尔德旺贝尔兰于2022年1月1日时的人口数量为33人。